# Свенсен, Хельге
Хе́льге Све́нсен (норв. Helge Svensen; 26 февраля 1953, Осло) — норвежский саночник, выступал за сборную Норвегии в середине 1970-х годов. Участник зимних Олимпийских игр в Инсбруке, обладатель серебряной медали чемпионата Европы в зачёте двухместных саней, призёр и участник многих международных турниров.

## Биография
Хельге Свенсен родился 26 февраля 1953 года в Осло. Активно заниматься санным спортом начал с юных лет, проходил подготовку в столичном спортивном клубе «Акефорениге». На международном уровне дебютировал в 1975 году, на чемпионате мира в шведском Хаммарстранде вместе со своим напарником Асле Странном закрыл десятку сильнейших. Год спустя они завоевали серебряную медаль на чемпионате Европы в том же Хаммарстранде и благодаря череде удачных выступлений удостоились права защищать честь страны на зимних Олимпийских играх в Инсбруке — заняли здесь тринадцатое место в мужском парном зачёте.
Несмотря на то что Странн продолжил выступать в основном составе национальной сборной и впоследствии принял участие ещё во многих крупных международных соревнованиях, Свенсен принял решение завершить карьеру саночника сразу после окончания Олимпиады.